# Tybald II z Szampanii

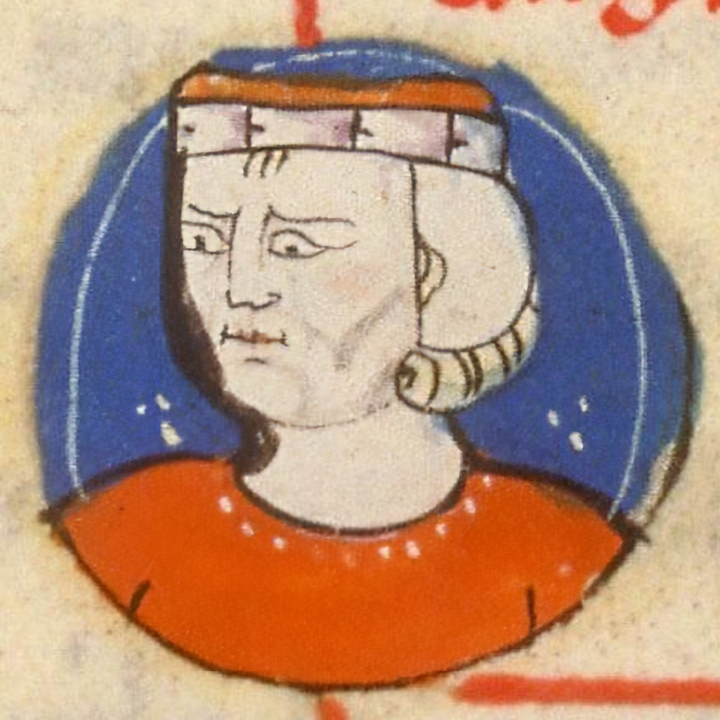
Tybald II Wielki

Tybald II Wielki (fr. Thibaut le Grand, ur. 1092, zm. 10 stycznia 1151 w Lagny-sur-Marne) – hrabia Blois (jako Tybald IV), Chartres, Meaux, Châteaudun i Sancerre od 1102 r., w latach 1125 – 1152 także hrabia Szampanii i Troyes. Syn Stefana, hrabiego Blois, i Adeli Normandzkiej, córki Wilhelma Zdobywcy.
Jakkolwiek był drugim męskim potomkiem swoich rodziców, jego starszy brat William został odsunięty od dziedziczenia, najprawdopodobniej wskutek upośledzenia umysłowego. Przez pierwsze lata jego rządów regencję sprawowała jego matka, hrabina Adela. W latach trzydziestych XII wieku Piotr Abelard przebywał w Szampanii jako gość hrabiego Tybalda. W 1135 r. Tybald był kandydatem do korony angielskiej, ale ubiegł go jego młodszy brat, Stefan. W latach 1142–1144 Tybald zaangażował się w  wojnę z królem Francji, Ludwikiem VII zakończoną zajęciem Szampanii i zdobyciem miasta Vitry-le-François przez wojska królewskie.
W 1123 r. Tybald poślubił Matyldę, córkę Engelberta II z Karyntii, z którą miał czterech synów i sześć córek. Ich potomstwo to:
- Henryk I (grudzień 1127 – 17 marca 1181), hrabia Szampanii
- Tybald V Dobry (1130 – 20 stycznia 1191), hrabia Blois
- Stefan I (1133 – 21 października 1190), hrabia Sancerre
- Wilhelm o Białych Dłoniach (1135 – 1202), arcybiskup Reims
- Adela (ok. 1140 – 4 czerwca 1206), żona króla Francji Ludwika VII Młodego
- Izabella, żona Rogera III, księcia Apulii, i Wilhelma Goudeta IV
- Maria, żona Odona II, księcia Burgundii
- Agnieszka (zm. 1207), żona Renalda II, hrabiego Bar
- Małgorzata, opatka Fontevraud
- Matylda, żona Rotrou III de Perche